# 陶然桥
39°52′12″N 116°22′54″E / 39.869999°N 116.381554°E
陶然桥位于北京市东城区永定门外街道，是太平街－马家堡路（南北向）和右安门东滨河路－永定门西滨河路（南二环，东西向）交汇处的一座立交桥。该桥是一座互通式立交桥，东西长1955米，南北向道路上跨护城河和二环路。于1992年建成。